# Sarasota
Sarasota è una città degli Stati Uniti d'America situata nell'omonima contea, nello stato della Florida. In base ai dati dell'U.S. Census Bureau, nel 2007 Sarasota aveva una popolazione di 52.488 abitanti. Nel 1986 è stata designata come governo locale certificato. L'allora presidente degli Stati Uniti d'America George W. Bush era in visita presso una scuola elementare a Sarasota quando ci furono gli attentati dell'11 settembre 2001.

## Cultura
Nel 1926 A. B. Edwards costruì un teatro che poteva essere adattato sia per le normali performance che per il cinema. L'edificio, situato nell'incrocio tra Pineapple Avenue e la Seconda Strada, è stato ristrutturato e usato anche per l'Opera. È attualmente inserito nel registro Nazionale degli Edifici Storici.
Sarasota ospita la Sarasota Orchestra, fondata da Ruth Cotton Butler nel 1949 e conosciuta per anni come Florida West Coast Symphony. Dal 1965 ha luogo inoltre il Sarasota Music Festival, che coinvolge alcuni dei migliori docenti e talenti della musica classica a livello internazionale.
Nella prima metà degli anni cinquanta, il Museo John e Mable Ringling acquistò la struttura architettonica del settecentesco teatro ospitato nel Castello di Asolo. A. Everett "Chick" Austin, il primo direttore del museo, organizzò l'acquisto e il restauro del teatro per le performance dell'opera. Il teatro era stato costruito nel 1798 e fu smontato durante il 1930. Adolph Loewi, un collezionista veneziano, comprò il teatro e depositò le sue parti finché fu venduto al museo di Sarasota. Il teatro (ora chiamato Historic Asolo Theatre, Teatro Storico Asolo) venne ricostruito in un edificio che venne esteso dalla parte ovest a quella nord del museo, dove John Ringling aveva intenzione di costruire la sua ancora irrealizzata scuola d'arte. La nuova costruzione, contenente lo storico teatro, era separata dal museo da un piccolo giardino contenente delle statue.
Negli anni ottanta il teatro venne usato da un club di regia che mostrava i film i martedì sera. Quando il club si espanse, venne costruito un altro teatro nei pressi di Burns Square. In seguito un architetto locale, Stuart Barger, decorò e diresse la costruzione di un altro teatro Asolo, ospitato nel Centro Universitario dello Stato della Florida. È un complesso di multi-teatri, localizzato a est nella proprietà del Museo John e Mable Ringling, tra Bay Shore Road e Tamiami Trail.
Altre attrazione culturali includono il Ballo Sarasota, l'Opera di Sarasota, l'Asolo Repertory Theatre, il Florida Studio Theatre, Compagnia Teatri Banyan e molti altri. Dal 1998 la città ha ospitato l'Annuale Film Festival di Sarasota. Il festival si concentra sui film indipendenti dal resto del mondo, ed è considerato uno dei più grandi Film Festival di tutta la Florida. Nel 2009 il Festival Internazionale d'Arte di Sarasota tiene un evento stretto nel teatro storico Asolo, che è stato spostato e ricostruito. Lo storico teatro veneziano è ora situato in un altro edificio, dove viene usato per eventi speciali. Sarasota ospita anche il Mote Marine Laboratory, i Marie Shelby Botanical Gardens, il G-Wiz Museum e i Sarasota Jungle Gardens.
I college a Sarasota includono il New College of Florida, un college pubblico di arti liberali; il Keiser College of Sarasota, un college privato; FSU/Asolo Conservatory per gli aspiranti attori; il Ringling College of Art and Design, una scuola di arte e design; l'Eckerd College; il Florida State University College of Medicine. Tra gli altri college della città vi è l'East West College of Natural Medicine, un college accreditato di medicina cinese.

## Monumenti e luoghi d'interesse

### Architetture civili
- Ca' d'Zan (1924-1926), residenza invernale del magnate del circo John Ringling e della moglie Mable Burton Ringling[1][2]

## Media
Le stazioni televisive locali sono le ABC-affiliati WWSB e SNN Local News 6. WWSB è l'unica stazione network con degli studi a Sarasota. Ci sono 8 stazioni radio nella città: WSMR (89.1FM, musica classica), WSLR (96.5FM, varie), WKZM (104.3FM, religione), WCTQ (106.5FM, musica country), WSRZ (107.9FM, vecchi successi), WLSS (930AM, varie), WSRQ (1220AM, varie), WTMY (1280AM, varie), WTZB (105.9FM, musica rock) e WSDV (1450AM, adult standards). Il Sarasota Herald-Tribune è il giornale pubblicato in città. I settimanali includono l'Observer e il Pelican Press; Creative Loafing viene pubblicato mensilmente.

## Sport e varie
Nel 1905 venne introdotto il golf a Sarasota. Il clima caldo ha aiutato l'area di Sarasota a diventare una destinazione popolare per il golf. La pesca sportiva ha attratto molta gente a Sarasota e nei dintorni grazie al fascino della baia e fu una delle prime attrazioni per i ricchi così come per gli avventurosi. Sarasota è anche la casa dello stadio Ed Smith, dove i Baltimore Orioles hanno usato il campo per allenarsi a partire dal 2010. Gli Orioles hanno anche leghe minori al Twin Lakes. La maratona di Sarasota ha inizio nel 2005. La corsa inizia e finisce vicino al Museo John e Mable Ringling.

## Amministrazione

### Gemellaggi
Sarasota è gemellata con:
- Hamilton, dal 1991[3]
- Treviso, dal 2007[4]